# Minako Honda
Minako Kudo (工藤 美奈子 Kudō Minako?).conocida como Minako Honda (本田 美奈子 Honda Minako?, Tokio, 31 de julio, 1967 - 6 de noviembre, 2005) fue una cantante japonesa de J-Pop, ícono en la década de 1980. 
A comienzos de la década de 1990 la cantante abandona un momento su carrera comercial para comenzar a experimentar en el teatro, y con su papel de Kim en Miss Saigón logró ser aclamada por el público, y también por la crítica. Algunos años después Minako Honda vuelve al mundo de la música, y también comienza su carrera como seiyū, donde también cantó openings de algunas series de anime.
Con su carrera algo inactiva dentro de la década de 1990, dentro del nuevo milenio Honda regresa con nuevos trabajos, trasladándose desde la música Pop a melodías de música clásica, con lo que estuvo trabajando hasta el año 2005, donde le fue diagnosticada una leucemia mieloide aguda, enfermedad de la cual finalmente murió en un hospital de Tokio el 6 de noviembre del mismo año.

## Biografía
Minako Honda nació bajo el nombre de Minako Kudo en 1967 dentro de los suburbios de la ciudad de Tokio, aunque vivió su niñez principalmente en las cercanías de Asaka, Saitama. A ella le gustaba cantar desde muy joven, y consiguió su gran oportunidad para entrar al mundo de la música al ser encontrada dentro de las calles de Harajuku por la agencia buscatalentos llamada Bond, quienes le consiguieron posteriormente un contrato con el sello Toshiba EMI. Minako tomó el nombre de Honda porque quería llegar a ser una cantante conocida internacionalmente, al igual que el nombre de la marca de automóviles Honda, aunque algunos medios enfatizaron que hizo esto para darle competencia a Seiko Matsuda (ya que su apellido también tiene gran similitud en su pronunciación japonesa con la marca de autos Mazda), pero la verdadera razón fue que ella quería desfamiliarizarse de su prima, también cantante, Yuki Kudo, para no debutar dentro del mundo musical como una familiar de ella y empezar de cero con sus propios talentos, con su propia imagen particular.
Su primer sencillo, "Satsui no Vacance", fue lanzado en el mes de abril de 1985, y mientras vendió relativamente bien, uno de sus siguientes trabajos, "1986 (Senkyū Hyakuhachi Jūroku-nen) no Marilyn" (la Marilyn de 1986), se convirtió en una sensación. En gran parte su éxito se debió, aparte de su música, a sus atrevidos vestuarios, que en su tiempo dieron mucho que hablar. Al haber alcanzado el nivel de idol de artistas consagradas como Seiko Matsuda y Akina Nakamori, Honda comenzó a tomar un nivel más internacional. Su álbum Cancel fue grabado en la megapoli de Londres, y Oversea en Los Ángeles, compartiendo con famosos músicos como Joe Jackson, miembro del clan de los Jacksons, quién produjo algunas de sus canciones.
En abril de 1992 la cantante comienza a interpretar a Kim dentro del musical teatral Miss Saigón, con el cual recibe críticas asombrosas y ganando gran respeto dentro del rubro de los musicales, también descatando trabajos dentro de Les Miserables, El rey y yo, entre otros.
En 1994 Honda regresa a la escena musical, y también comienza lo que sería una corta carrera como seiyū, doblando a algunos personajes dentro de series como Hunter × Hunter y Las guerreras mágicas, aparte de también comenzar a cantar canciones para series animadas.
En mayo del 2003 la cantante comienza a experimentar en un estilo musical nuevo para ella: la música clásica, y se vio reflejado en su álbum lanzado ese año AVE MARIA, donde también tomó lecciones para mejorar su capacidad vocal, y por ende encajar mejor en este nuevo estilo que requiere de mayor fuerza.
Tras declarársele una Leucemia mieloide aguda (LAM) en enero del 2005, fue internada de urgencia para realizarle transfusiones de sangre y tratar de detener el paso la enfermedad, que poco a poco iba empeorando. Sin embargo la condición física de la cantante se fue deteriorando más y más producto de los fuertes medicamentos que tenía que adquirir para continuar con vida, pero se continuó perseverando. En preparaciones para regresar a los escenarios en celebración al aniversario número 10 de su carrera musical, la cantante falleció el 6 de noviembre del 2005 a las 4:38 a. m.; la cantante tenía sólo 38 años de edad.

## Campaña contra la leucemia
En el periodo en que se le declaró su leucemia  y su muerte (todo esto dentro del 2005), Minako tomó consciencia debido a esta enfermedad, por lo que comenzó a participar campaña contra la leucemia LIVE FOR LIFE, para informar sobre la enfermedad, aparte de brindar apoyo a otras personas que la padezcan, convirtiéndose en la cara principal de la campaña, principalmente porque demostraba (en un comienzo) bastante fuerte, aparentando incluso poder derrotar su enfermedad, que realmente ya estaba en una etapa en la que sería imposible recuperarse.
Su cometido de que las personas tomaran consciencia gracias a la campaña de LIVE FOR LIFE dio grandes resultados. Muchas personas gracias a ellas se hicieron afiliados a la campaña para apoyar a personas que padecen esta enfermedad, entre las que se encuentran también muchas personas del entretenimiento, lo que sin duda aumentó aún más la popularidad de esta campaña. Gracias a Minako Honda la campaña se convirtió la leucemia se convirtió en un tema de conversación, y numerosos eventos fueron hechos para ayudar a enfermos. El primer evento de la campaña con Minako como rostro de la actividad fue realizado en la ciudad natal de la artista: Asaka, dentro de la Prefectura de Saitama, donde se reunieron más de 5.000 personas en forma de apoyo a Honda, donde se mostraron distintas de sus famosas vestimentas, se mostraron fotografías, y también vídeos.
En junio del 2006 para promover donaciones de sangre para personas que padecen la LAM comenzó una nueva campaña, honor a Minako tras su muerte. Se espera que dentro de un año se pueda crear el primer banco de sangre especialmente para esta enfermedad.

## Discografía

### Sencillos
1. Satsui no Vacance (殺意のバカンス?) (21 de abril, 1985)
2. Suki to Iinasai (好きと言いなさい?) (20 de julio, 1985)
3. Aoi Shumatsu (青い週末?) (31 de agosto, 1985)
4. Temptation (28 de septiembre, 1985)
5. Senkyū Hyakuhachi Jūroku-nen no Marilyn (1986年のマリリン?) (5 de febrero, 1986)
6. Sosotte (1 de mayo, 1986)
7. HELP (23 de julio, 1986)
8. the Cross -Ai no Jujika- (the Cross -愛の十字架-?) (3 de septiembre, 1986)
  - compuesto por Gary Moore
9. Oneway Generation (4 de febrero, 1986)
10. CRAZY NIGHTS (22 de abril, 1986)
  - escrito, compuesto y producido por Brian May (Queen)
11. GOLDEN DAYS (11 de mayo, 1987)
  - escrito, compuesto y producido por Brian May
12. HEART BREAK (22 de junio, 1987)
13. Kodoku na Hurricane (孤独なハリケーン?) (9 de septiembre, 1987)
14. Kanashimi SWING (悲しみSWING?) (25 de noviembre, 1987)
15. Anata to, Nettai (あなたと、熱帯?) (6 de julio, 1988)
  - lanzado bajo el nombre de MINAKO with WILDCATS
16. Stand Up～Full Metal Armor (30 de noviembre, 1988)
  - lanzado bajo el nombre de MINAKO with WILDCATS
17. Katte ni Sasete (勝手にさせて?) (31 de mayo, 1989)
  - lanzado bajo el nombre de MINAKO with WILDCATS
18. 7th Bird "Ai ni Koi" (7th Bird "愛に恋"?) (11 de octubre, 1989)
19. SHANGRI-LA (4 de julio, 1990)
20. Tsubasa (つばさ?) (25 de mayo, 1994)
21. Ra·ra·ba·i～Yasashi ku Daka sete (ら・ら・ば・い～優しく抱かせて?) (10 de mayo, 1995)
22. Boku no Heya de Kurasou (僕の部屋で暮らそう?) (26 de julio, 1995)
23. Fall In Love With You -Koi ni Ochi te- (Fall In Love With You -恋に落ちて-?) (6 de noviembre, 1995)
24. shining eyes (21 de julio, 1996)
25. Kaze no Uta (風のうた?) (21 de noviembre, 1999)
26. Honey (21 de octubre, 2000)
27. Hoshisora (星空?) (24 de enero, 2001)
28. Nadja!! (ナージャ!!?) (21 de febrero, 2003)
29. Shinsekai (新世界?) (14 de mayo, 2004)

#### Sencillos promocionales
- Ōraka ～Kitaguni no sora no shita de～ (おおらか～北国の空の下で～?) (1994)
- Suteki na ashita no tameni (素敵な明日のために?) (1997)
- Get chance! (2002)

### Álbumes
1. M'Syndrome (M'シンドローム?) (21 de noviembre, 1985)
2. LIPS (4 de junio, 1986)
3. CANCEL (28 de septiembre, 1986)
4. OVERSEA (22 de junio, 1987)
5. Midnight Swing (16 de diciembre, 1987)
6. WILD CATS (5 de agosto, 1988)
  - lanzado bajo el nombre de MINAKO with WILDCATS
7. Hyoteki (豹的 Hyōteki?) (5 de julio, 1989)
  - lanzado bajo el nombre de MINAKO with WILDCATS
8. JUNCTION (24 de septiembre, 1994)
9. Hare Tokidoki Kumori (晴れ ときどき くもり?) (25 de junio, 1995)
10. AVE MARIA (21 de mayo, 2003)
11. Toki (時?) (25 de noviembre, 2004)
12. Amazing Grace (アメイジング・グレイス?) (19 de octubre, 2005)
13. Kokoro wo Komete... (心を込めて...?) (20 de abril, 2006)

#### Álbumes compilaciones
- MINAKO COLLECTION (20 de diciembre, 1986)
- Look over my shoulder (26 de octubre, 1988)
- LIFE -Minako Honda. Premium Best- (21 de mayo, 2005)
- I LOVE YOU (29 de marzo, 2006)

#### Álbumes en vivo
- The Virgin Concert (ザ・ヴァージン・コンサート?) (20 de febrero, 1986)
- DISPA 1987 (25 de enero, 1988)

### CD Box
- Minako · Zen Shigoto (美奈子・全仕事?) (5 de agosto, 1987)
- Honda Minako BOX (本田美奈子BOX?) (15 de diciembre, 2004)

## Video
1. The Virgin Live In Budokan
2. DANGEROUS BOND STREET
3. DRAMATIC FLASH
4. DISPA 1987
5. MINAKO in L.A.
6. Katte ni Sasete (勝手にさせて?)
7. TROPICAL HOLIDAY
8. TROPICAL HOLIDAY In HAWAI